# جون بارسونز كوك
جون بارسونز كوك (بالإنجليزية: John Parsons Cook)‏ هو محامي وسياسي أمريكي، ولد في 31 أغسطس 1817 في الولايات المتحدة، وتوفي في 17 أبريل 1872 في دافنبورت في الولايات المتحدة. حزبياً، نشط في حزب اليمين. وقد انتخب عضو مجلس ولاية آيوا وانتخب عضو مجلس النواب الأمريكي.